# Pearl Goss
Pearl Goss (* um 1915) war eine indische Badmintonspielerin.

## Karriere
Pearl Goss war die bedeutendste Badmintonspielerin in Indien in der Zeit vor dem Zweiten Weltkrieg. Von 1936 bis 1938 gewann sie drei Dameneinzeltitel in Folge gefolgt von weiteren Einzeltiteln 1940 und 1949. Auch im Doppel war sie dreimal in Serie von 1936 bis 1938 erfolgreich.

## Sportliche Erfolge
| Saison | Veranstaltung                 | Disziplin   | Platz | Name                          |
| ------ | ----------------------------- | ----------- | ----- | ----------------------------- |
| 1936   | Indien: Einzelmeisterschaften | Dameneinzel | 1     | Pearl Goss                    |
| 1936   | Indien: Einzelmeisterschaften | Damendoppel | 1     | Pearl Goss/D. Shandley        |
| 1937   | Indien: Einzelmeisterschaften | Dameneinzel | 1     | Pearl Goss                    |
| 1937   | Indien: Einzelmeisterschaften | Damendoppel | 1     | Pearl Goss/D. Shandley        |
| 1938   | Indien: Einzelmeisterschaften | Dameneinzel | 1     | Pearl Goss                    |
| 1938   | Indien: Einzelmeisterschaften | Damendoppel | 1     | Pearl Goss/K. Minos           |
| 1940   | Indien: Einzelmeisterschaften | Mixed       | 1     | Vijay A. Madgavkar/Pearl Goss |
| 1940   | Indien: Einzelmeisterschaften | Dameneinzel | 1     | Pearl Goss                    |
| 1949   | Indien: Einzelmeisterschaften | Dameneinzel | 1     | Pearl Goss                    |